# Косово (област)
Вижте пояснителната страница за други значения на Косово поле.
Косово е историко-географска област, наречена по географското Косово поле, по името на която носи названието си днешно Косово.
То е исторически граничен регион, където са се състояли много битки. В южния му край е средновековният български и византийски Липлян, а в северния – сръбският Звечан.